# Ioánnis Kalitzákis
Ioánnis Kalitzákis (en grec moderne : Ιωάννης Καλιτζάκης), né le 10 février 1966 à Eleusis, est un footballeur grec des années 1980 et 1990.

## Biographie
En tant que défenseur, Ioánnis Kalitzákis fut international grec à 72 reprises entre 1987 et1999, pour aucun but marqué.
Il participa à la Coupe du monde de football de 1994. Il fut titulaire dans tous les matchs (Argentine, Bulgarie et Nigeria) et reçut un carton jaune contre ce dernier. La Grèce est éliminée au premier tour.
Il joua dans différents clubs grecs (Panelefsiniakos, GS Diagoras Rhodes, Panathinaïkós, AEK Athènes et Ethnikos Asteras), remportant quatre fois le championnat grec, six coupes de Grèce et trois supercoupes.

## Clubs
- 1983–1986 :  Panelefsiniakos
- 1987 :  GS Diagoras Rhodes
- 1987–1997 :  Panathinaïkós
- 1997–2000 :  AEK Athènes
- 2000–2001 :  Ethnikos Asteras

## Palmarès
- Championnat de Grèce de football

- - Champion en 1990, en 1991, en 1995 et en 1996
- Coupe de Grèce de football
  - Vainqueur en 1988, en 1991, en 1993, en 1994, en 1995 et en 2000
- Supercoupe de Grèce de football
  - Vainqueur en 1988, en 1993 et en 1994